# 加爾辛格縣
加爾辛格縣（英語：Gyalshing district）是印度錫金邦的一個縣。原稱西錫金縣（West Sikkim district），2021年12月改今名。。县治位于加爾辛格。錫金王國的舊都尤卡索姆、拉布登策位於該縣境內。
2021年以前面積為1,166平方公里，識字率為78.69%，人口在2001至2011年期間增長10.58%，2011年人口136,299，人口密度每平方公里117人。

## 历史
2021年以前稱西錫金縣（West Sikkim district），轄加爾辛格、索倫二鄉。2021年12月，索倫鄉自西錫金縣拆分出來新設索倫縣，西錫金縣更名為加爾辛格縣。